# Hugo von Freytag-Loringhoven
Hugo Friedrich Philipp Johann Freiherr von Freytag-Loringhoven (Kopenhagen, 20. svibnja 1855. – Weimar, 19. listopada 1924.) je bio njemački general i vojni zapovjednik. Tijekom Prvog svjetskog rata obnašao je dužnost njemačkog predstavnika pri austrougarskom Glavnom stožeru, te je zapovijedao IX. pričuvnim korpusom i 17. pričuvnom divizijom na Zapadnom bojištu.

## Obitelj
Hugo von Freytag-Loringhoven je rođen 16. travnja 1855. u Kopenhagenu, te potječe iz jedne od najstarijih westfalijskih obitelji. Sin je diplomata Karla Gottloba von Freytag-Loringhovena i Mathilde Luise Freytag-Loringhoven rođ. Kalkmann koji su uz Huga imali i sina Alexandra i kćer Mathildu. Hugo je brak sklopio s Margaretom Zedlitz s kojom je imao sina Leopolda koji je oženio poznatu dadaisticu i pjesnikinju Elsu Freytag-Loringhoven.

## Vojna karijera
Freytag je vojnu karijeru počeo u ruskoj vojsci, ali je nakon ujedinjenja Njemačke 1877. stupio u njemačku i to u prusku gardu. U istoj je u siječnju 1887. dostigao čin poručnika, dok je u ožujku 1890. unaprijeđen u čin satnika. Od 1887. predaje povijest i vojnu povijest na Pruskoj vojnoj akademiji i to do 1896. godine. U siječnju 1898. promaknut je u čin bojnika, da bi u rujnu 1904. bio unaprijeđen u čin potpukovnika. Godine 1907., u travnju, promaknut je u čin pukovnika, da bi krajem te iste godine, u prosincu, bio imenovan zapovjednikom Grenadirske pukovnije "Prinz Karl von Prussen". Od siječnja 1910. služi u Glavnom stožeru gdje obnaša dužnost zamjenika načelnika Glavnog stožera. U ožujku 1911. unaprijeđen je u čin general bojnika, da bi dvije godine poslije, u listopadu 1913., dostigao čin general poručnika. Te iste godine u prosincu postaje zapovjednikom 22. pješačke divizije smještene u Kasselu zamijenivši na tom mjestu Ottu Limana von Sandersa.

## Prvi svjetski rat
Na početku Prvog svjetskog rata Freytag je imenovan njemačkim predstavnikom pri austrougarskom Glavnom stožeru. Navedenu dužnost obnaša do siječnja 1915. kada je raspoređen na službu u njemački Glavni stožer gdje obnaša dužnost prvog zamjenika načelnika Glavnog stožera koju dužnost načelnika je tada obnašao Erich von Falkenhayn. Te, 1915. godine, privremeno obnaša dužnost zapovjednika IX. pričuvnog korpusa, nakon čega od travnja 1916. zapovijeda 17. pričuvnom divizijom zamijenivši na tom mjestu Ernsta von Zietena. U prosincu 1916. vraća se na službu u Glavni stožer gdje obnaša dužnost zamjenika načelnika Glavnog stožera. Te iste godine odlikovan je i ordenom Pour le Mérite. U travnju 1919. promaknut je u čin generala pješaštva.

## Poslije rata
Nakon završetka rata Freytag je u siječnju 1919. napustio vojsku. Od 1920. radio je u Carskom arhivu. Preminuo je 19. listopada 1924. godine u 70. godini života u Weimaru.